# Blang Meurandeh
Blang Meurandeh is een bestuurslaag in het regentschap Nagan Raya van de provincie Atjeh, Indonesië. Blang Meurandeh telt 284 inwoners (volkstelling 2010).